# Siège de Viborg (1710)
Batailles
- Riga I
- Narva I
- Daugava
- Rauge
- Erastfer
- Kliszów
- Hummelshof
- Nöteborg
- Saladen
- Pułtusk
- Jēkabpils
- Narva II
- Poznań
- Punitz
- Gemauerthof
- Varsovie
- Hrodna
- Fraustadt
- Kletsk
- Kalisz
- Holowczyn
- Malatitze
- Lesnaya
- Poltava
- Perevolochna
- Helsingborg
- Viborg
- Riga II
- Baie de Køge
- Fladestrand
- Gadebusch
- Bender
- Pälkäne
- Storkyro
- Hangö Oud
- Fehmarn Bält
- Rügen
- Kristiania (Oslo)
- Stralsund
- Dynekilen
- Osel
- Stäket
- Grengam

Le siège de Viborg est un siège de la grande guerre du Nord, qui a eu lieu au printemps de 1710. Il s’agit de la deuxième tentative, après une première tentative infructueuse en 1706, par les Russes de capturer la ville fortifiée de Viborg. Après le déclenchement de la guerre, Les forces suédoises s'étaient retranchées dans le port de Viborg. Afin d'assurer la sécurité de sa ville nouvellement fondée de Saint-Pétersbourg, le tsar Pierre le Grand avait ordonné la prise du fort suédois. À la suite de l'échec de 1706, les plans d’action ultérieure furent mis en attente en raison des autres conflits en cours. La victoire russe à la bataille de Poltava en juin 1709 changea la donne, en disponibilisant les hommes et les ressources nécessaires à la capture de la ville. 
13 000 soldats, sous les ordres de l’amiral général Fiodor Apraxine marchèrent sur Viborg et mirent le siège le 22 mars 1710. Le commandant suédois au fort, le colonel Stiernstråle (en), attendit en vain une aide de la Suède, alors que les Russes se retrouvaient dans une impasse faute d’avoir assez d’artillerie. En avril, Pierre le Grand réussit à mettre en place une flotte de 250 navires pour fournir des armes à feu et des vivres, et pour aider à affronter les positions suédoises. Ces attaques russes se soldèrent par la reddition de la garnison suédoise, le 12 juin 1710.